# Nalokson
Nalokson je opioidni antagonist koji je razvila kompanija Sankio tokom 1960-ih. Nalokson je lek koji se koristi za poništavanje efekata opijatnog predoziranja, na primer predoziranja heroina ili morfina. Nalokson se specifično koristi za sprečavane opasnih po život depresija centralnog nervnog sistema i respiratornog sistema. On se takođe eksperimentalno koristi za tretman kongenitalne neosetljivosti na bol sa anhidrozom, ekstremno retkog poremećaja (1 u 125 miliona) koji uzrokuje da osoba ne oseća bol. On je u prodaji pod raznim imenima, među kojima su Narkan, Nalon i Narkanti. On nije naltrekson, koji je antagonist opioidnog receptora sa kvalitativno različitim dejstvom, i koji se koristi za lečenje zavisnosti umesto za hitni tretman predoziranja.

## Farmakodinamika
Nalokson ima ekstremno visok afinitet za μ-opioidne receptore u centralnom nervnom sistemu. Nalokson je kompetitivni antagonist μ-opioidnog receptora, i njegova brza blokada tih receptora često proizvodi naglu pojavu simptoma povlačenja. Nalokson takođe deluje kao antagonist, mada sa nižim afinitetom, na κ- i δ-opioidnim receptorima.

## Hemija
Nalokson se sintetiše iz tebaina. Hemijska struktura naloksona podseća na oksimorfon, jedina razlika je supstitucija -metil grupe sa alil (prop-2-enil) grupom. Ime nalokson je izvedeno iz N-allil i oksimorfon.

## Spoljašnje veze
- Informacije o Naloksonu
- Izveštaj o Naloksonu i drugim opijatnim antidotima